# اتفاقية الأمم المتحدة الإطارية بشأن التغير المناخي
أنشأت اتفاقية الأمم المتحدة الإطارية بشأن تغير المناخ معاهدة بيئية دولية لمكافحة «التدخل البشري الخطير في النظام المناخي»، ويتم ذلك جزئيًا عن طريق تثبيت تركيزات الغازات الدفيئة في الغلاف الجوي. وقعت عليها 154 دولة في مؤتمر الأمم المتحدة المعني بالبيئة والتنمية (يو إن سي إي دي)، المعروف بشكل غير رسمي باسم قمة الأرض، الذي عقد في ريو دي جانيرو في الفترة ما بين 3-14 يونيو 1992. وأنشأت أمانة مقرها في بون ودخلت حيز التنفيذ في مارس 1994. دعت المعاهدة إلى استمرار البحث العلمي، والاجتماعات المنتظمة، والمفاوضات واتفاقات السياسة المستقبلية المصممة للسماح للأنظمة البيئية بالتكيف بشكل طبيعي مع تغير المناخ، لضمان عدم تعرض إنتاج الغذاء للتهديد ولتمكين التنمية الاقتصادية من المضي قدمًا بطريقة مستدامة.
كان بروتوكول كيوتو، الموقع عام 1997 والمعمول به منذ 2005 حتى 2020، أول تنفيذ للتدابير المتخذة بموجب اتفاقية الأمم المتحدة الإطارية بشأن تغير المناخ. استبدل بروتوكول كيوتو باتفاقية باريس، التي دخلت حيز التنفيذ في عام 2016. ومنذ عام 2020، بلغ عدد الأطراف الموقعة على اتفاقية الأمم المتحدة الإطارية بشأن تغير المناخ 197 طرفًا. تجتمع الهيئة العليا لصنع القرار، مؤتمر الأطراف (سي أو بّي)، سنويًا لتقييم التقدم المحرز في التعامل مع تغير المناخ.
حددت المعاهدة مسؤوليات مختلفة لثلاث فئات من الدول الموقعة. وهذه الفئات هي البلدان المتقدمة والبلدان المتقدمة ذات المسؤوليات المالية الخاصة والبلدان النامية. تتألف البلدان المتقدمة، المسماة أيضًا دول المرفق الأول من 38 دولة، كانت 13 منها من دول أوروبا الشرقية التي تمر بمرحلة انتقالية إلى الديمقراطية والاقتصاد السوقي ودول الاتحاد الأوروبي. تنتمي جميعها إلى منظمة التعاون الاقتصادي والتنمية (أو إي سي دي). يُطلب من بلدان المرفق الأول اعتماد سياسات وطنية واتخاذ تدابير ملائمة بشأن التخفيف من تغير المناخ عن طريق الحد من انبعاثات غازات الدفيئة البشرية المنشأ بالإضافة إلى الإبلاغ عن الخطوات المعتمدة بهدف العودة بشكل فردي أو مشترك إلى مستويات انبعاثاتها في عام 1990. تسمى البلدان المتقدمة ذات المسؤوليات المالية الخاصة أيضًا بلدان الملحق الثاني. وهي تشمل جميع البلدان المدرجة في المرفق الأول باستثناء تلك التي تمر بمرحلة انتقالية إلى الديمقراطية والاقتصاد السوقي. يُطلب من بلدان المرفق الثاني تقديم موارد مالية جديدة وإضافية لتغطية التكاليف التي تتكبدها البلدان النامية للامتثال بالتزاماتها بتقديم قوائم جرد وطنية لانبعاثاتها حسب المصادر وعمليات إزالة جميع غازات الدفيئة غير الخاضعة لبروتوكول مونتريال بواسطة مصارف الكربون. ثم يتعين على البلدان النامية تقديم قوائم الجرد الخاصة بها إلى أمانة اتفاقية الأمم المتحدة الإطارية بشأن تغير المناخ. انتقدت اتفاقية الأمم المتحدة الإطارية بشأن تغير المناخ باعتبارها غير ناجحة في الحد من انبعاثات ثاني أكسيد الكربون منذ اعتمادها، لعدم التزام الدول الموقعة الرئيسية لا تلتزم بالتزاماتها الفردية.

## التعليقات والتحليلات

### انتقادات عملية اتفاقية الأمم المتحدة الإطارية بشأن تغير المناخ
انتقد البعض الإطار والعمليات الشاملة لاتفاقية الأمم المتحدة الإطارية بشأن تغير المناخ وبروتوكول كيوتو المعتمد لأنهما لم يحققا أهدافهما المعلنة المتمثلة في الحد من انبعاثات ثاني أكسيد الكربون (المحرك الرئيسي لارتفاع درجات الحرارة العالمية في القرن الحادي والعشرين). أعرب تود ستيرن -مبعوث الولايات المتحدة المعني بتغير المناخ- في خطاب ألقاه في جامعته عن التحديات التي تواجه عملية اتفاقية الأمم المتحدة الإطارية بشأن تغير المناخ كما يلي: «لا يعد تغير المناخ قضية بيئية تقليدية... فهو يشمل كل جوانب اقتصاد الدولة تقريبًا، لذلك يجعل الدول متوترة بشأن النمو والتنمية. ويعد قضية اقتصادية في كل جزء منه لأنه قضية بيئية.» ومضى موضحًا أن اتفاقية الأمم المتحدة الإطارية بشأن تغير المناخ تعتبر هيئة متعددة الأطراف معنية بتغير المناخ ويمكن أن تكون نظامًا غير فعال لسن السياسة الدولية. نظرًا لأن نظام الإطار يشمل أكثر من 190 دولة ولأن المفاوضات محكومة بالإجماع، ويمكن لمجموعات صغيرة من البلدان غالبًا عرقلة التقدم.
دفع الإخفاق في إحراز تقدم ملموس والتوصل إلى معاهدات سياسة فعالة لخفض ثاني أكسيد الكربون بين الأطراف على مدار الثمانية عشر عامًا الماضية بعض البلدان مثل الولايات المتحدة إلى التراجع عن التصديق على أهم اتفاقية لاتفاقية الأمم المتحدة الإطارية بشأن تغير المناخ -بروتوكول كيوتو- ويرجع ذلك أساسًا إلى عدم شمل المعاهدة البلدان النامية التي تضم الآن أكبر الدول المسببة لانبعاثات ثاني أكسيد الكربون. فشل هذا في مراعاة المسؤولية التاريخية عن تغير المناخ منذ التحول الصناعي، وهي قضية مثيرة للجدل في المحادثات، وكذلك المسؤولية عن الانبعاثات من استهلاك واستيراد السلع. وأدى أيضًا إلى انسحاب كندا من بروتوكول كيوتو في عام 2011 رغبةً في عدم جعل مواطنيها يدفعون غرامات قد تؤدي إلى نقل الثروة خارج كندا. تبحث كل من الولايات المتحدة وكندا في خطط داخلية للخفض الطوعي من الانبعاثات للحد من انبعاثات ثاني أكسيد الكربون خارج بروتوكول كيوتو.
قاد النقص الملحوظ في التقدم بعض البلدان إلى السعي والتركيز على أنشطة بديلة عالية القيمة مثل إنشاء تحالف المناخ والهواء النظيف للحد من ملوثات المناخ قصيرة العمر التي تسعى إلى تنظيم الملوثات قصيرة العمر مثل الميثان والكربون الأسود ومركبات هيدروفلوروكربون (إتش إف سي)، التي يُعتقد أنها مسؤولة عن ما يصل إلى ثلث الاحترار العالمي الحالي ولكن تنظيمها ليس محفوفًا بالتأثيرات الاقتصادية الواسعة والمعارضة.
صرحت اليابان في عام 2010 بأنها لن توقع على فترة ثانية في بروتوكول كيوتو، لأنه سيفرض عليها قيودًا لا يواجهها منافسوها الاقتصاديون الرئيسيون، الصين والهند وإندونيسيا. أعطى رئيس وزراء نيوزيلندا إشارة مماثلة في نوفمبر 2012. تجاهل المسؤولون الحكوميون في مؤتمر 2012 اعتراضات اللحظة الأخيرة من قبل روسيا، وأوكرانيا، وبيلاروسيا وكازاخستان، وأشاروا إلى أنهم سينسحبوا أو لن يصدقوا على المعاهدة على الأرجح. فرضت هذه الانشقاقات ضغوطًا إضافية على عملية اتفاقية الأمم المتحدة الإطارية بشأن تغير المناخ التي يرى البعض أنها مرهقة ومكلفة: في المملكة المتحدة وحدها، استقبل قسم تغير المناخ أكثر من 3,000 رحلة في غضون عامين بتكلفة تزيد عن 1,300,000 جنيه إسترليني (جنيه إسترليني بريطاني).
قبل مؤتمر الأمم المتحدة لتغير المناخ لعام 2015، شاركت مجلة ناشيونال جيوغرافيك في النقد، إذ كتبت: «منذ عام 1992، عندما اتفقت دول العالم في ريو دي جانيرو على تجنب «التدخل البشري الخطير في النظام المناخي» التقوا 20 مرة دون تحريك الإبرة بشأن انبعاثات الكربون. في تلك الفترة، أضفنا قدرًا كبيرًا من الكربون إلى الغلاف الجوي كما فعلنا في القرن الماضي».

## معلومات أساسية
- وصدَّق 174 بلداً على بروتوكول كيوتو الملحق بالاتفاقية، الذي يحدد أهدافاً وجداول زمنية للحد من الانبعاثات في البلدان الصناعية.

وتتمحور الجهود الدولية الرامية إلى التصدي لتغير المناخ حول اتفاقية الأمم المتحدة الإطارية بشأن تغير المناخ وبروتوكول كيوتو الملحق بها. وهاتان المعاهدتان تمثلان الاستجابة الدولية حتى الآن للأدلة الدامغة، التي جمعتها وأكدتها مراراً الهيئة الحكومية الدولية المعنية بتغير المناخ، التي تثبت أن تغير المناخ يحدث وأنه يرجع بدرجة كبيرة إلى الأنشطة البشرية.
- وقد اتفقت البلدان على الاتفاقية في 9 أيار/مايو 1992، وبدأ نفـاذ الاتفاقية في 21 آذار/مارس 1994. ولكن الحكومات كانت تدرك حتى عندما اعتمدت الاتفاقية أن أحكامها لن تكون كافية للتصدي على نحو كاف لتغير المناخ. ففي مؤتمر الأطراف الأول، الذي عقد في برلين، بألمانيا، في أوائل عام 1995، بدأت جولة جديدة من المحادثات لمناقشة وضع التزامات أقوى وأكثر تفصيلاً.
- وبعد عامين ونصف العام من مفاوضات مكثفة، اعتُمد تمديد كبير للاتفاقية في كيوتو، باليابان، في كانون الأول/ديسمبر 1997. وملحق كيوتو هذا حدد أهدافاً للانبعاثات ملزمة قانوناً بالنسبة للبلدان الصناعية، وأوجد آليات مبتكرة لمساعدة هذه البلدان في تحقيق هذه الأهداف. وقد بدأ نفاذ بروتوكول كيوتو في 18 تشرين الثاني/نوفمبر 2004، بعد تصديق 55 دولة طرفاً في الاتفاقية عليه، منها عدد كاف من البلدان الصناعية ـ التي توجد لديها أهداف محددة ـ لكي تشمل 55 في المائة من انبعاثات ثاني أكسيد الكربون في تلك الفئة من البلدان في عام 1990.

## الالتزامات بموجب اتفاقية الأمم المتحدة الإطارية بشأن تغير المناخ
- إطار عام تحدد اتفاقية الأمم المتحدة الإطارية بشأن تغير المناخ إطاراً عاماً للجهود الدولية الرامية إلى التصدي للتحدي الذي يمثله تغير المناخ. وتنص الاتفاقية على أن هدفها النهائي هو تثبيت تركيزات غازات الاحتباس الحراري في الغلاف الجوي عند مستوى يحول دون إلحاق ضرر بالنظام المناخي. وتحظى الاتفاقية بعضوية عالمية تقريباً؛ فحتى حزيران/ يونيه 2007 كان 191 بلداً قد صدَّق عليها. وهذه البلدان يشار إليها باسم «أطراف الاتفاقية».
- الإبلاغ عن الانبعاثات. اتفقت الأطراف في الاتفاقية على عدد من الالتزامات للتصدي لتغير المناخ. إذ يجب على جميع الأطراف أن تعد وبصفة دورية تقريراً يسمى «البلاغات الوطنية». وهذه البلاغات الوطنية يجب أن تحتوي على معلومات عن انبعاثات غازات الاحتباس الحراري في ذلك الطرف وأن تصف الخطوات التي اتخذها وما يعتزم اتخاذه من خطوات لتنفيذ الاتفاقية.
- البرامج الوطنية. تقتضي الاتفاقية من جميع الأطراف تنفيذ برامج وتدابير وطنية للتحكم في انبعاثات غازات الانحباس الحراري والتكيف مع تأثيرات تغير المناخ. واتفقت الأطراف أيضاً على تشجيع استحداث واستخدام تكنولوجيات لا تلحق ضرراً بالمناخ؛ والتثقيف والتوعية العامة بشأن تغير المناخ وتأثيراته؛ والإدارة المستدامة للغابات وغيرها من النظم الإيكولوجية التي يمكن أن تؤدي إلى إزالة غازات الاحتباس الحراري من الغلاف الجوي، والتعاون مع الأطراف الأخرى في هذه الأمور.
- التزامات البلدان الصناعية. تقع التزامات إضافية على عاتق البلدان الصناعية، التي تسمى أطراف المرفق الأول بموجب الاتفاقية. وهذه الأطراف اتفقت أصلاً على الاضطلاع بسياسات وتدابير بهدف محدد هو إعادة حجم انبعاثاتها من غازات الاحتباس الحراري إلى المستويات التي كانت عليها في عام 1990 بحلول عام 2000. ويجب أيضاً على الأطراف المدرجة في المرفق الأول تقديم بلاغات وطنية أكثر تواتراً ويجب أن تقدم على حدة تقارير سنوية عن انبعاثاتها الوطنية من غازات الاحتباس الحراري.
- تبادل التكنولوجيات. يجب أيضاً على البلدان المتقدمة الأغنى (التي تسمى الأطراف المدرجة في المرفق الثاني) بتشجيع وتيسير نقل التكنولوجيات غير الضارة بالمناخ إلى البلدان النامية وإلى البلدان التي تمر اقتصاداتها بمرحلة انتقال. ويجب أيضاً أن تقدم موارد مالية لمساعدة البلدان النامية على تنفيذ التزاماتها عن طريق مرفق البيئة العالمية، الذي يمثل الآلية المالية للاتفاقية، عن طريق القنوات الثنائية أو القنوات الأخرى المتعددة الأطراف.[13]

## انضمام مصر
وقعت مصر على اتفاقية الأمم المتحدة الإطارية لتغير المناخ (United Nation Framework Convention on Climate Change UNFCCC) في 9/6/1992، والتي دخلت حيز التنفيذ في 21/3/1994.

## 2001 – الولايات المتحدة تسحب دعمها لبروتوكول كيوتو
الولايات المتحدة تسحب دعمها للبروتوكول بحجة أن تكاليفه الاقتصادية أكبر بكثير من المنافع التي قد تتمخض عنه. وتطالب كذلك بضرورة إجبار البلدان النامية الكبيرة كالصين والهند على تخفيض انبعاثاتها هي الأخرى.
إلا أنه نظراً لإطلاق الولايات المتحدة نحو ربع كميات غازات الدفيئة في العالم، يخشى الكثيرون أنه من دون امتثال الولايات المتحدة سيكون تأثير بروتوكول كيوتو ضئيلاً في تخفيض انبعاث هذه الغازات.
كذلك، سحبت أستراليا دعمها للبروتوكول في العام التالي.

## 2005 – بروتوكول كيوتو يدخل حيز التنفيذ
دخل بروتوكول كيوتو حيز التنفيذ في فبراير/ شباط، بعد 90 يوماً من توقيع روسيا عليه.

يذكر أن إيطاليا كانت من أوائل البلدان التي حصلت على «نقاط تقدير على الحد من الانبعاثات» من خلال «آلية التنمية النظيفة» التي نص عليها البروتوكول. وذلك بفضل مشاركتها في مشروع لتوليد الطاقة الكهربائية بواسطة المياه في هندوراس.

## الالتزامات بموجب بروتوكول كيوتو
- تثبيت مستويات غازات الاحتباس الحراري. يتقاسم بروتوكول كيوتو لعام 1997 مع الاتفاقية هدفها النهائي المتمثل في تثبيت انبعاث غازات الاحتباس الحراري في الغلاف الجوي عند مستوى يحول دون حدوث تداخل خطير مع النظام المناخي. وسعياً إلى تحقيق هذا الهدف، يعزز بروتوكول كيوتو ويحسن الكثير من الالتزامات الموجودة فعلاً بموجب الاتفاقية. وباستطاعة أطراف الاتفاقية فقط أن تصبح أطرافاً في البروتوكول.
- وجود أهداف ملزمة للبلدان المتقدمة. على الرغم من موافقة جميع الأطراف على زيادة المضي قدماً في تنفيذ التزاماتها القائمة بموجب الاتفاقية، أخذت الأطراف المدرجة في المرفق الأول فقط على عاتقها التزاماً بتحقيق أهداف جديدة لنظم البروتوكول. وقد وافقت هذه الأطراف، تحديداً، على أهداف ملزمة بشأن الانبعاثات خلال الفترة الزمنية الممتدة من عام 2008 حتى عام 2012.
- أدوات جديدة للحد من الانبعاثات. بمساعدة البلدان الصناعية في تحقيق أهدافها الملزمة، وتشجيعاً للتنمية المستدامة في البلدان النامية، اعتمد بروتوكول كيوتو ثلاث آليا مبتكرة ـ هي آلية التنمية النظيفة، والتنفيذ المشترك، والاتجار بالانبعاثات.
- رصد الامتثال. دعماً لتنفيذ هذه الآليات، وتشجيعاً لامتثال الأطراف المدرجة في المرفق الأول للأهداف المتعلقة بالانبعاثات منها، عزز بروتوكول كيوتو إجراءات الإبلاغ والاستعراض الخاصة بالاتفاقية وأوجد نظاماً لقواعد بيانات إلكترونية، تسمى «السجلات الوطنية»، لرصد المعاملات بموجب آلية كيوتو. وأنشأ أيضاً لجنة للامتثال، لديها سلطة تحديد وتطبيق عواقب عدم الامتثال.

## وصلات خارجية
- الموقع الرسمي لاتفاقية الأمم المتحدة لغير المناخ
- اتفاقية الأمم المتحدة بشأن تغير المناخ وبروتوكول كيوتو
- وزارة البيئة المصرية